# Unión Collado Villalba
Unión Collado Villalba is een Spaanse voetbalclub. Thuisstadion is het Municipal in Collado Villalba in de autonome regio Madrid. Het team speelt sinds 2005/06 in de Tercera División.

## Historie
Collado Villalba is pas bezig aan haar derde seizoen in het professionele voetbal. In het seizoen 2005/06 redde het zich net met een 15e plaats in de competitie. In het seizoen 1996/97 was het succes minder groot. Na een jaar degradeerde de club toen al via een 20e plaats. In het seizoen 2006/07 behaalde het de hoogste klassering ooit: een 12e plaats.